# Convair Model 48 Charger
Convair Model 48 Charger – amerykański, prototypowy lekki samolot szturmowy i obserwacyjny zaprojektowany i zbudowany przez firmę Convair. Samolot wziął udział w konkursie Light Armed Reconnaissance Aircraft (LARA) na lekki uzbrojony samolot zwiadowczy i obserwacyjny. Maszyna przegrała rywalizację, a zwycięzcą został Rockwell OV-10 Bronco. Był to również ostatni samolot wytwórni wybudowany pod jej własną nazwą.

## Historia
W 1959 Korpus Piechoty Morskiej Stanów Zjednoczonych ogłosił zapotrzebowanie na nowy lekki samolot szturmowy przeznaczony do bliskiego wsparcia pola walki. Maszyna miała być zdolna do operowania z polowych lotnisk oraz dróg położonych blisko działań zbrojnych. Z uwagi na to, iż zainteresowanie podobnym samolotem zdolnym również do prowadzenia działań przeciwpartyzanckich ogłosiła United States Army, w 1961 roku firma Convair rozpoczęła prace nad maszyną zdolną wypełnić cele stawiane jej przez obydwie formacje. W 1963 roku do potencjalnych odbiorców nowego samolotu dołączyły United States Air Force oraz United States Navy. Z uwagi na liczbę zainteresowanych ogłoszono konkurs znany jako Light Armed Reconnaissance Aircraft na lekki samolot szturmowy, zdolny do prowadzenia działań przeciwpartyzanckich, rozpoznania taktycznego, zrzutu zaopatrzenia lub niewielkiego desantu. Wśród 11 konstrukcji, które wzięły udział w konkursie znalazł się również Model 48 Charger, którego projekt Convair zaprezentował w marcu 1964 roku. Już w sierpniu tego samego roku zwycięzcą konkursu ogłoszono projekt firmy North American Aviation znany pod oznaczeniem NA 300 (późniejszy OV-10). Niezrażony tym faktem Convair kontynuował budowę Modelu 48 zwłaszcza, że US Army i US Air Force wiązały zdecydowanie większe nadzieje z projektem Convaira niż OV-10, który z kolei był "ulubieńcem" marynarki. 25 listopada 1964 roku gotowa maszyna wykonała swój dziewiczy lot. Samolot charakteryzował się bardzo dobrymi właściwościami STOL. Do wzbicia się na wysokość 15 metrów potrzebował zaledwie 148 metrów pasa startowego (duże lepiej niż wymagania postawione w specyfikacji programu LARA - 250 metrów i lepiej niż zwycięski OV-10). Podczas swojego 196 lotu, 19 października 1965 roku jedyna zbudowana maszyna uległa katastrofie na skutek błędu pilota US Navy, który siedział za jej sterami. Pilot zdołał bezpiecznie się katapultować. Po stracie prototypu dalszych badań już nie prowadzono a cały program został anulowany.

## Konstrukcja

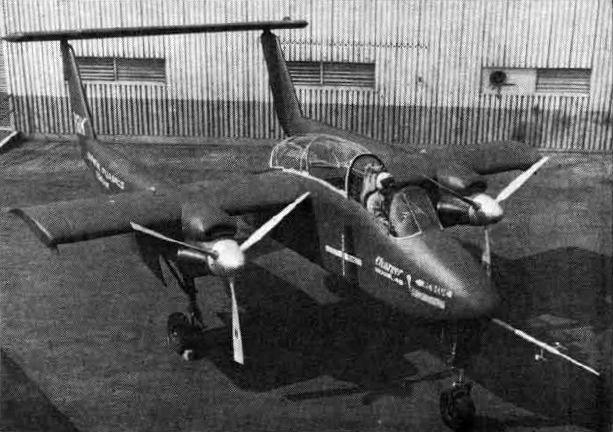
Convair Model 48 Charger

Charger był wolnonośnym, dwuosobowym, metalowym ramieniopłatem z krótkim kadłubem umieszczonym pomiędzy dwiema belkami ogonowymi. Belki zakończone były skośnymi statecznikami pionowymi połączonymi sterem wysokości. Kadłub o konstrukcji półskorupowej z dziobem wykonanym z włókna szklanego. W belkach ogonowych umieszczono dwa turbośmigłowe silniki Pratt & Whitney Canada T74-CP-8/10 (oznaczenie wojskowe T-74) napędzające trójłopatowe śmigła o średnicy 2,59 m. Proste skrzydła o prostokątnym obrysie i niewielkim wydłużeniu zaopatrzone w klapy i lotki. W kadłubie znajdowała się kabina dla dwuosobowej załogi siedzącej w układzie tandem. Za kabiną była komora ładunkowa zdolna unieść 910 kg ładunku lub pięciu spadochroniarzy. Maszyna mogła potencjalnie zabrać jeszcze jednego skoczka, który w takiej konfiguracji zajmował tylny fotel w kabinie załogi. Trójpodoprowe chowane w locie podwozie z przednim podparcie. Przednia goleń chowana do wnęki w kadłubie, podwozie główne do wnęk w belkach ogonowych. Samolot miał małą, zwartą sylwetkę.

## Uzbrojenie
Maszyna uzbrojona była w cztery karabiny maszynowe kalibru 7,62 mm mogła również przenosić uzbrojenie podwieszane na pięciu zewnętrznych węzłach.